# Peter Majdič mlajši
Peter Majdič mlajši, slovenski industrialec in poslovnež  ,* 12. februar 1862, Jarše, Avstrijsko cesarstvo, † 12. november 1930, Spodnja Hudinja, Kraljevina Jugoslavija.

## Življenje
Rodil se je 12. februarja 1862 v Jaršah kot tretji sin industrialca Petra Majdiča starejšega. Oče mu je leta 1888 kupil  mlin na Spodnji Hudinji pri Celju, ki je lahko  dnevno proizvedel 10.000 kg moke. Peter je mlin moderniziral, razširil in avtomatiziral ter dvignil kapaciteto mlina na 70.000 kg moke. 
Leta 1896 je na Spodnji Hudinji odprl trgovino z železnino Merkur, predhodnico današnjega podjetja Merkur. V Celju je 1901 odprl veletrgovino Merkur, na Spodnji Hudinji pa je ostal sedež in skladišča podjetja. Že v prvih letih delovanja je Merkur odprl podružnico v Kranju. 
Vse do smrti leta 1930 je Peter Majdič sam vodil vsa svoja podjetja: trgovino z železnino v Celju in Kranju, trgovino s čebelami in čebelarskim orodjem pri Višnji Gori, parna mlina na Spodnji Hudinji in pri Škofji vasi pri Celju. Ko sta mlina po prvi svetovni vojni prenehala delovati, je tistega pri Škofji vasi spremenil v tovarno volnenih odej, drugi pa je bil namenjen skladišču z železnino. V 20. letih 20. stoletja je ustanovil še tovarni šamotne opeke v Štorah in Mladenovcu. Potem ko je 1922 zgorel mlin brata Franca v Jaršah, je tam 1923 ustanovil tovarno platnenih izdelkov, danes znano kot Induplati. Ustanovil je tudi tovarno za podkove in druge železninske izdelke.
Izdal je prvi večji slovenski cenik železninskih izdelkov ter tako dopolnil slovensko terminologijo v železninski stroki.
Umrl je 12. novembra 1930 na Spodnji Hudinji.